# Paralelo 1 sur

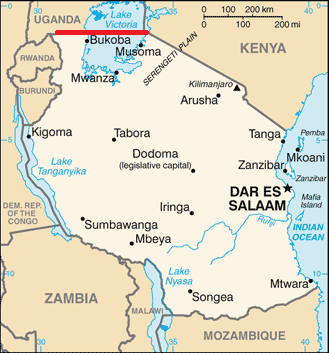
Imagen del punto de origen del paralelo 1 Sur. En la Frontera de Tanzania y Uganda.

El paralelo 1 Sur es un paralelo que está 1 grado al sur del plano ecuatorial de la Tierra.
Este paralelo define parte de la frontera entre Tanzania y Uganda.
Comenzando en el meridiano de Greenwich en la dirección este, el paralelo 1 Sur pasa sucesivamente por:
| País, territorio o mar           | Notas |
| -------------------------------- | --- |
| Océano Atlántico                 | |
| Gabón                            | |
| República del Congo              | |
| República Democrática del Congo  | |
| Uganda                           | |
| Frontera entre Tanzania y Uganda | Sobre todo en el Lago Victoria |
| Frontera entre Kenia y Tanzania  | Trecho corto completamente en el Lago Victoria |
| Kenia                            | |
| Somalia                          | |
| Océano Índico                    | Pasa al sur del Atolón Addu, Maldivas |
| Indonesia                        | Islas Siberut y Sumatra |
| Estrecho de Karimata             | |
| Indonesia                        | Islas Maya Karimata y Borneo |
| Estrecho de Macáçar              | |
| Indonesia                        | Isla Celebes (1.º trecho) |
| Golfo de Tomini                  | |
| Indonesia                        | Isla Celebes (2.º trecho) |
| Mar de las Molucas               | |
| Indonesia                        | Isla Damar |
| Mar de Halmahera                 | |
| Indonesia                        | Islas Salawati, Nueva Guinea, Noemfoor y Biak |
| Océano Pacífico                  | Pasa al norte de los atolones Pelleluhu y Heina, Papúa Nueva Guinea Pasa al sur de las Islas Kaniet, Papúa Nueva Guinea Pasa al sur de la Isla Banaba, Kiribati Pasa entre los atolones de Nonouti y Tabiteuea, Kiribati |
| Ecuador                          | Isla Isabela, en las Galápagos |
| Océano Pacífico                  | |
| Ecuador                          | |
| Perú                             | |
| Colombia                         | |
| Brasil                           | Continente e islas Grande do Gurupá y Marajó |
| Océano Atlántico                 | |